# Epigonichthys hectori
Epigonichthys hectori är en ryggsträngsdjursart som först beskrevs av Benham 1901.  Epigonichthys hectori ingår i släktet Epigonichthys och familjen Branchiostomatidae. Inga underarter finns listade i Catalogue of Life.